# 堅田利明
堅田 利明（かただ としあき、1952年 - ） は、日本の生物学者。東京大学名誉教授。東京大学大学院薬学系研究科長・薬学部長や、日本薬学会副会頭を務めた。

## 人物・経歴
北海道生まれ。1974年北海道大学薬学部薬効学講座卒業、北海道大学薬学部教務職員。1982年テキサス大学サウスウェスタン校博士研究員（アルフレッド・ギルマン）。1984年北海道大学薬学部助手。1987年東京工業大学理学部助教授。1989年東京工業大学理学部教授。1997年東京大学大学院薬学系研究科教授。2011年Gタンパク質の研究により日本薬学会賞受賞。2012年東京大学大学院薬学系研究科研究科長・薬学部長。2017年武蔵野大学薬学部長・教授。2020年日本薬学会副会頭。2022年武蔵野大学名誉教授。